# 下田武三
下田 武三（しもだ たけそう、1907年4月3日 - 1995年1月22日）は、日本の外交官。外務事務次官、駐米大使、最高裁判所判事、日本野球機構コミッショナー。東京府出身。
外交官、外務省官僚としてポツダム宣言の翻訳を初め、日米安全保障条約、沖縄返還、日米繊維交渉など、戦後の日米交渉に深く関与した。プロ野球のコミッショナーとしては、時代の求めていたプロ野球と野球界の近代化に手腕を振るった。

## 来歴・人物
教育学者の下田次郎の三男として東京に生まれ、東京高等師範学校附属小学校（現:筑波大学附属小学校）、1925年に東京高等師範学校附属中学校（現:筑波大学附属中学校・高等学校）を卒業。一高を経て、1931年に東京帝国大学法学部卒業、一高時代の1926年、下田らの提唱で一高内に「瑞穂会」が設立された。同年に外務省入省。
入省後は、フランス語研修（フランストゥール大学、ポワティエ大学）、在フランス大使館、在オランダ大使館、条約局、欧米局、在ソ連大使館などに勤務した。
1945年には条約局第1課長としてポツダム宣言の翻訳に当たった（詳細は同項目参照）。戦後は大臣官房会計課長、条約局条約課長、賠償庁特殊財産部長、在ヘーグ日本政府在外務事務所所長、駐オランダ代理大使、駐米国公使、条約局長、駐ベルギー大使、駐ソ連大使を経て佐藤栄作内閣で外務事務次官。次いで1967年から1970年まで駐米大使。日米安全保障条約や沖縄返還、日米繊維交渉などを巡る交渉に深く関わった。駐米大使として核の傘、有事駐留、沖縄核基地問題などで大胆な発言を繰り返し、「沖縄の核兵器の撤去は非現実的」などと発言したことが野党の反発を招いたが、これについて「外交上の問題点を国民の前に明らかにするのは、外務省設置法に定められた任務」と述べた。核拡散防止条約への加入について、子々孫々の手足を縛ることだとして最後まで加盟に反対したことが、やはり外交官であった岡崎久彦によって明らかにされているが、このことは2012年2月に公開された外交文書によっても確認された。
1971年1月に最高裁判事に就任。佐藤栄作首相は下田が駐米大使を辞める時に既に下田を最高裁判事に起用することを決め、その旨を本人にも伝えていたが、しばらく音沙汰がなかったため、下田が佐藤首相に問い合わせをしたこともあった。就任にあたっては「（下田発言について）本来無口な男で、条約局長時代は少しもしゃべらないと記者団から抗議をされたくらいだ。外務次官になってから政府の考えを国民に理解してもらうために発言したので、裁判官になった以上、余計なことは申し上げない」「私は政治家ではないし、政治的発言をした覚えはない」「国民の耳にそぐわなくても、事実を正しく伝え、政府の判断の材料を提供するのが外交官の職責であり、私はその使命に従うという点では、裁判官として変わりはない」と述べた。
就任してから約半年後に裁判所視察のために新潟地裁を訪れた下田は同地裁の裁判官の懇談会を開いたが、その際に「裁判官は体制的でなければならない。体制に批判的な人は裁判官を辞めて政治活動をすべきだ」等と話したということが洩れた。記者に質問された下田は「非公開での場の話についてコメントすることはできない」と述べた。司法記者の野村二郎によると、下田はこの時に「体制」ではなくて「憲法体制」と話したのが事実らしく、宮本判事補再任拒否問題などで最高裁が批判されていた時代に、一部の裁判官が意図的な情報操作を行い、新聞がそれに利用されたと分析している。
1972年実施の最高裁判所裁判官国民審査における不信任率15.17%は、歴代最多不信任記録である。1973年の尊属殺重罰規定違憲判決で最高裁が尊属殺重罰規定を違憲とした際、ただ一人合憲の反対意見を出した。このほか東大ポポロ事件の再上告審にも関与した（判決は上告棄却）。1975年（昭和50年）8月6日の4年間審理を中断した長すぎる裁判の事件では違憲説を取り敗れた。
1977年4月2日付で、最高裁判事を定年退官した。同年4月29日には、勲一等旭日大綬章を受章した。
1979年からは日本野球機構の第7代コミッショナーを務めた。内村祐之以降は各球団のオーナーのイエスマンばかりで、なかなか指導力を発揮出来ないと批判される歴代コミッショナーの中で、初の外交官出身者となった下田はプロ野球人気の振興に努め、前任者の金子鋭の退任につながった江川事件の収拾をはじめとした業績を残した。そのうちのいくつかは、1985年の下田の退任後も継続されている。
また、コミッショナー在任中に外交官時代の経験を証言として出版し、退任後はプロ野球に関する回想録を出版した。1995年1月22日午前6時17分、心不全のため東京都文京区の病院で逝去、87歳。葬儀と告別式は同月25日午後1時から千代田区の聖イグナチオ教会で行われ喪主は妻が務めた。
コミッショナー時代の幾多の実績と功績から、野球殿堂入りしていないのが意外と思われており、当時を知る野球関係者、報道関係者やファンの中には、今でも下田の野球殿堂入りを望む声が強い。

## コミッショナーとしての主な業績
- 江川事件後の混乱を収拾させた。
- 「飛ぶボール」の飛距離を測定して、反発力を落とすようメーカーに要望を出し、1981年のシーズンからボールを旧に復させた。同時に、王貞治などのホームラン打者が用いていたことで知られる圧縮バットの使用も禁じた[18]。
- プロ野球の公式戦を開催する可能性のある全32球場に野球規則に定められた野球場の両翼と中堅までの長さを実測させ、今後新設もしくは改造する場合、基準に沿うよう要望書を出し、その後の新球場建設にはそれが反映された[19]。
- 1984年のロサンゼルスオリンピックから野球が公開競技となることが決まり、1981年12月24日に12球団のオーナーらに要望書を送付して新設する野球場は国際規格で建設するよう訴えた。
- 1982年、判定を不服として審判岡田功らに対し暴行を働いた島野育夫、柴田猛（当時両者とも阪神タイガースコーチ）に対し無期限出場停止処分を下した（半年後に処分は解除）→横浜スタジアム審判集団暴行事件。
- 1983年6月8日、試合進行の妨げになるとして、投球のサイン交換に用いられていた乱数表の使用を禁止した。
- 1984年、折れたバットの直撃を受けて当時西武ライオンズの黒田正宏が負傷した際には、すぐさま品質改善のためにバット製造業者に調査を依頼した。
- 同年には日本の野球応援はうるさいとして、応援倫理三則を定めた。
- 日本シリーズでセパ両リーグの条件を公平にするため、指名打者制度の導入を決めた（実施は1985年から）[20]。
- 当時は12球団中10球団が関東や関西に集中していたフランチャイズの全国分散化を提唱した。下田の退任後、1989年には南海ホークス買収による福岡での福岡ダイエーホークス発足が起こり、下田の死後の2004年には本拠地移転による北海道日本ハムファイターズ発足、2005年にはプロ野球再編問題 (2004年)の末に生まれた東北楽天ゴールデンイーグルス創設があり、九州・北海道・東北の各地域での球団発足により下田の構想は実現している。

## 家族
- 外交官の下田吉人は弟[21]。

## 著書
- 『日米関係の展望』（1970年、内外情勢調査会）
- 『プロ野球回顧録』（1988年4月、ベースボール・マガジン社）ISBN 978-4583026800

関連文献
- 『戦後日本外交の証言－日本はこうして再生した（上・下）』（永野信利編、1984-85年、行政問題研究所）
- 『迎日排雲記　回想 下田武三』、下田光枝刊、1996年。関係者の追想録